# Abstrakt
Abstrakt – streszczenie publikacji naukowej lub książki, w którym w formie maksymalnie skondensowanej z jak największą liczbą słów kluczowych, zawarte są podstawowe informacje o tezie artykułu, metodyce przeprowadzonych badań, najważniejszych wynikach oraz wnioskach. Jest publikacją pojawiającą się okresowo w celu skrótowego przedstawienia wyników badań w jakiejś dziedzinie nauki w jednym lub kilku krajach. Abstrakt liczy zwykle od 150 do 600 słów.
Abstrakt jest zazwyczaj umieszczany zaraz pod tytułem i listą autorów publikacji, choć w niektórych czasopismach naukowych jest umieszczany pod artykułem. Tradycyjnie abstrakty stanowią tę część publikacji, która jest udostępniana na licencji public domain, dzięki czemu można bez pytania o zgodę autorów lub wydawcy kopiować ją do naukowych baz danych. Większość publikacji z nauk przyrodniczych i ścisłych posiada abstrakt w języku angielskim, nawet jeśli jest ona pisana w innym języku. Szczegółowe zalecenia dotyczące zawartości anglojęzycznego abstraktu można znaleźć m.in. we „Wskazówkach EASE”.
Abstrakt może też być pierwotnym zobrazowaniem utworu, który jest dopiero w zamyśle autora. Przykładowo abstrakt zgłoszony na konferencję przybliża organizatorom meritum tego, co będzie treścią później napisanego lub wygłoszonego referatu. Różni się tym od streszczenia, które jest skrótową formą istniejącego utworu.